# Giovanni Giacomo Cavallerini
Giovanni Giacomo Cavallerini (Roma, 16 febbraio 1639 – Roma, 18 febbraio 1699) è stato un cardinale e arcivescovo cattolico italiano.

## Biografia
Nacque il 16 febbraio 1639.
Papa Innocenzo XII lo elevò al rango di cardinale nel concistoro del 12 dicembre 1695.
Morì il 18 febbraio 1699, due giorni dopo il suo 60º genetliaco.

## Genealogia episcopale
La genealogia episcopale è:
- Cardinale Scipione Rebiba
- Cardinale Giulio Antonio Santori
- Cardinale Girolamo Bernerio, O.P.
- Arcivescovo Galeazzo Sanvitale
- Cardinale Ludovico Ludovisi
- Cardinale Luigi Caetani
- Cardinale Ulderico Carpegna
- Cardinale Paluzzo Paluzzi Altieri degli Albertoni
- Cardinale Gaspare Carpegna
- Cardinale Fabrizio Spada
- Cardinale Giovanni Giacomo Cavallerini